# 役作り
役づくり（やくづくり）とは、役者が役になりきる為に、演技や扮装を工夫すること。

## 概要
一般的に、俳優はまず与えられた脚本を熟読・消化し、その中から自身が演じるべき役柄に対するイメージや演技の基本方針、大まかなアクション・タッチを構想する。必要であると考えれば知識・技能・語学・資格・哲学・宗教的価値観などを習得して役に見合った知性や技術を磨いたり、または自分なりに各方面への取材を行うなどの情報収集を行って役柄に対する理解を深める。場合によっては、役柄のイメージに適合するように自身の風貌・体形などの外観改造を行うこともある。これを総じて役作りという。
こうした作業に没頭するあまり寝食を忘れるほどに熱中する者も見られ、また演技上のリアリティを追求するあまり、演じるべき役柄の人生や経験に関して、過剰とも思われるほどの実体験を試みる俳優も存在する。また、その役柄に見合った外見を構築するため、理髪や剃髪、体重の増・減量を行ったり、あるいは大胆な肉体改造、場合によっては整形手術や入墨や歯を抜くという俳優も散見され、これが話題を呼ぶこともしばしばである。
ただ日本人俳優は、映画出演の際の契約上、スケジュール的に充分な「役作り」に充てる時間が含まれていない事などから、世界最大の配給規模を誇るアメリカ映画に登用された俳優と比較すると大々的な役作りを行わない傾向が見られる。西田敏行は「役作りをする時間を与えてくれない、契約のなかにそのような時間を与えるという項目がないから」と日本の映画制度の遅れが一因だと指摘している。
またこれは全世界的な傾向であり、フランス・デンマーク・イタリア・ドイツ・スペイン映画を中心とするいわゆる欧州映画においては、むしろ俳優本来の個性を重視する傾向が強い。また、中国の商業映画においては、もっぱら監督自らがじっくり出演者に対して演技やメイキングを逐一指導する傾向が見られる。すでに大衆娯楽として確立している香港映画やタイ映画、中南米映画などにおいては、もっぱら諸俳優の既存の演風を尊重した上でキャスティングが組まれることが多い。一方韓国映画・ドラマにおいては余りの撮影スケジュールの短さから撮影現場における監督の演技差配権が支配して俳優の自主性が抑えられる傾向にあるほか、インド映画では文芸・哲学性作品における監督の全編にわたる影響力と、娯楽映画におけるそのままのキャラクターでの映画出演が好まれる二極化並存するなどの傾向が見受けられる。
総じて、過剰な「役作り」は、米・ハリウッド俳優限定のものであると理解されている。